# Друштво археолога Републике Српске
Друштво археолога Републике Српске" (ДАРС) је званично удружење археолога Републике Српске. Многи значајни археолози Републике Српске су чланови овог друштва. Друштво археолога Републике Српске је добровољна друштвена, стручна и научна организација археолога, удружених ради остваривања заједничких циљева и задатака утврђених овим Статутом. Основано је 29. августа, 2014. године а уписано у регистар друштвених организација у јануару 2015. године. Основали су га археолози Републике Српске ради унапређења заштите археолошке баштине, као и унапређења археолошке струке и науке у Српској.

## Историја
Републике Српска је током 2014. године добила Друштво археолога Републике Српске, а прва изборна скупштина овог друштва одржана је у Музеју Републике Српске у четвртак, 26. маја. 2016. године уз избор руководства, и потписивање сарадње са Српским археолошким друштвом из сусједне Србије. Друштво археолога Републике Српске основано је у августу 2014. и званично са радом почело у јануару 2015. године. Формирано с циљем унапрјеђења археолошке струке и науке, али и уопштено заштите археолошке баштине у Српској и БиХ. Друштво археолога путем научне комуникације археолога у земљи и иностранству, популише археологију и повезује се са просвјетним и другим друштвеним организацијама. Унапрјеђење општег познавања археолошке баштине друштво ће извршавати и путем публикације Гласник Друштва археолога Републике Српске.

## Организација и циљеви друштва
Главни циљеви и задаци друштва су организовању научне и стручне дјелатности археолога на територији Републике Српске и на другим територијама на којима су професионално ангажовани чланови Друштва, заступању и заштити интереса археолога и археологије Републике Српске у Републици Српској, Федерацији БиХ, као и иностранству, унапрјеђење, праћење и помагање стручног и научно-истраживачког рада у области археологије, затим развој, усавршавање и подизање стручног и научног угледа друштва, стручно усавршавање чланова друштва, публиковање и приказивање резултата археолошких истраживања, популарисање археологије, помоћ и подстицај за изложбе, издаваштво, практичне курсеве који ће унаприједити опште познавање археолошке баштине и популаризовати је.
Рад друштва се одвија кроз четири секције:
- Праисторијска археологија
- Античка археологија
- Средњовијековна археологија
- Методологија археолошких истраживања

## Пројекти
Током прве године дјеловања Друштво археолога Републике Српске базирало се на промоцији. Први пројекат који је друштво реализовало је спроведен у сарадњи са Музејом Републике Српске и филмским ствараоцима, а то је пројекат првог документарног археолошког филма Републике Српске "Растуша, ризница праисторије". Ријеч је о документарном археолошком филму о пећини Растуша, најзначајнојој археолошкој локацији за истраживање палеолита сјеверне Босне.